# بيتر مايهيو
بيتر مايهيو (بالإنجليزية: Peter Mayhew)‏ مواليد 19 مايو 1944 في لندن، سري، إنجلترا، هو ممثل إنجليزي بدأ مسيرته الفنية عام 1977. مشهور بتأدية دور تشوباكا في سلسلة حرب النجوم.

## روابط خارجية
- بيتر مايهيو على موقع IMDb (الإنجليزية)
- بيتر مايهيو على موقع روتن توميتوز (الإنجليزية)
- بيتر مايهيو على موقع ألو سيني (الفرنسية)
- بيتر مايهيو على موقع ميوزك برينز (الإنجليزية)
- بيتر مايهيو على موقع تيرنر كلاسيك موفيز (الإنجليزية)
- بيتر مايهيو على موقع أول موفي (الإنجليزية)
- بيتر مايهيو على موقع بوكس أوفيس موجو (الإنجليزية)
- بيتر مايهيو على موقع قاعدة بيانات الأفلام السويدية (السويدية)
- بيتر مايهيو على موقع إن إن دي بي (الإنجليزية)
- بيتر مايهيو على موقع قاعدة بيانات الفيلم (الإنجليزية)